# Gross Rating Point
Pour les articles homonymes, voir GRP.
 (avril 2025).
Si vous disposez d'ouvrages ou d'articles de référence ou si vous connaissez des sites web de qualité traitant du thème abordé ici, merci de compléter l'article en donnant les références utiles à sa vérifiabilité et en les liant à la section « Notes et références ».
Gross Rating Point [ou GRP], qui se traduit littéralement par « Point de couverture brute » en français et qui est désigné par le signe PEB (Point d'Exposition Brut) au Québec, est un sigle utilisé dans le cadre de communications publicitaires. Il représente un indice de pression d'une campagne publicitaire sur une cible définie. Il s'agit du nombre moyen de chances de contacts d'une campagne publicitaire rapporté à 100 personnes de la cible étudiée.
Plus précisément, le GRP est calculé à l'aide de la formule suivante :
taux de couverture (ou taux de pénétration) × Taux de répétition moyen.
Exemple : Une publicité est diffusée à la télévision entre 12h30 et 12h35 sur la chaîne TF1. On estime que seules 18,6 % des femmes entre 18 et 49 ans regardent TF1 à cette heure-ci. Si cette population cible a l'occasion de voir deux fois le message publicitaire (fréquence moyenne de répétition de la publicité = 2), on obtient un GRP de 18,6 × 2 = 37,2 sur la cible des femmes de 18 à 49 ans.